# Dooabia puncticostata
Dooabia puncticostata är en fjärilsart som beskrevs av Louis Beethoven Prout 1923. Dooabia puncticostata ingår i släktet Dooabia och familjen mätare. Inga underarter finns listade i Catalogue of Life.

## Bildgalleri

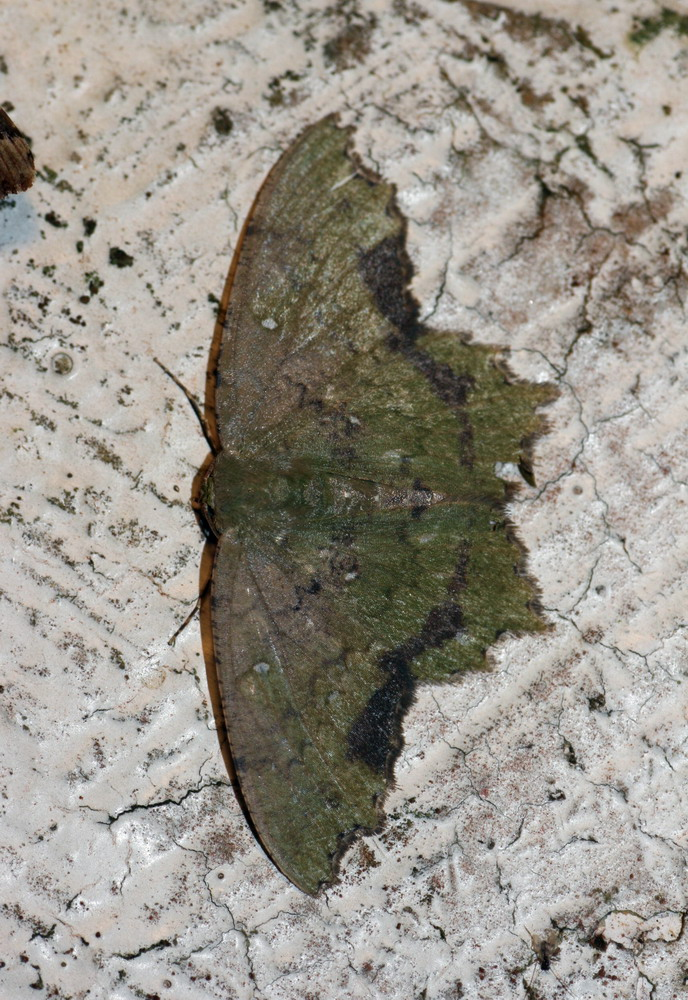
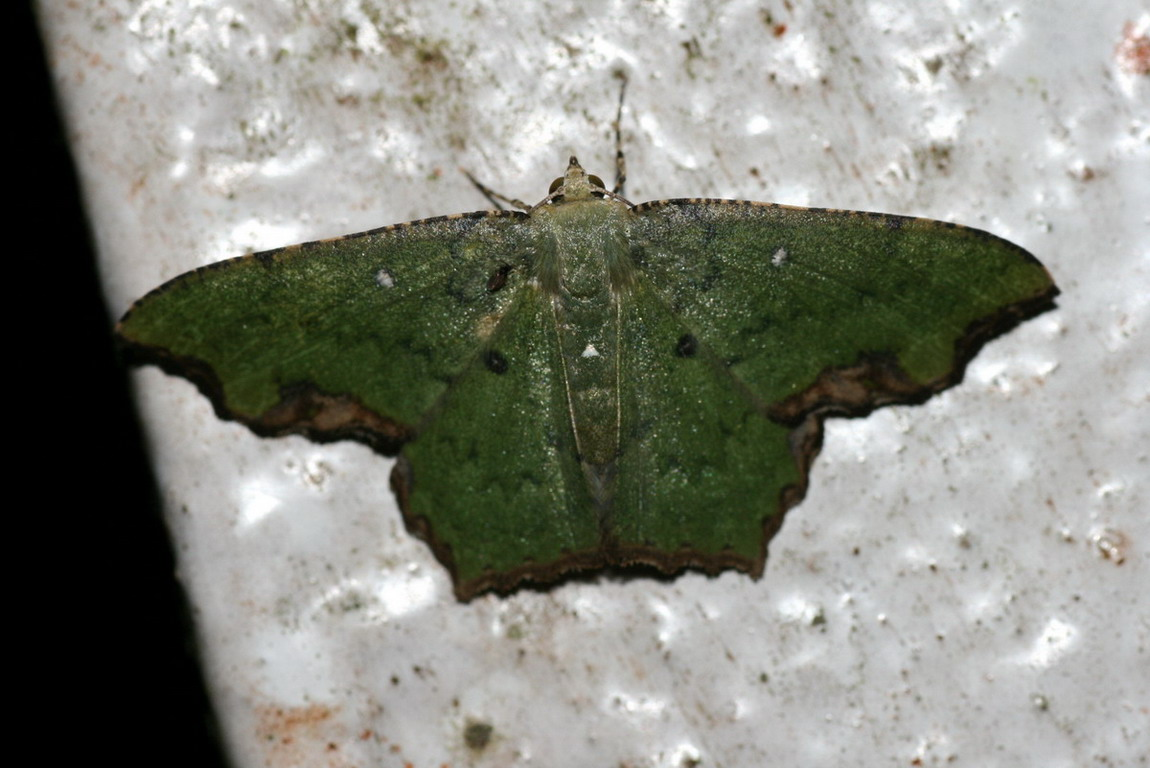